# Recherche sémantique

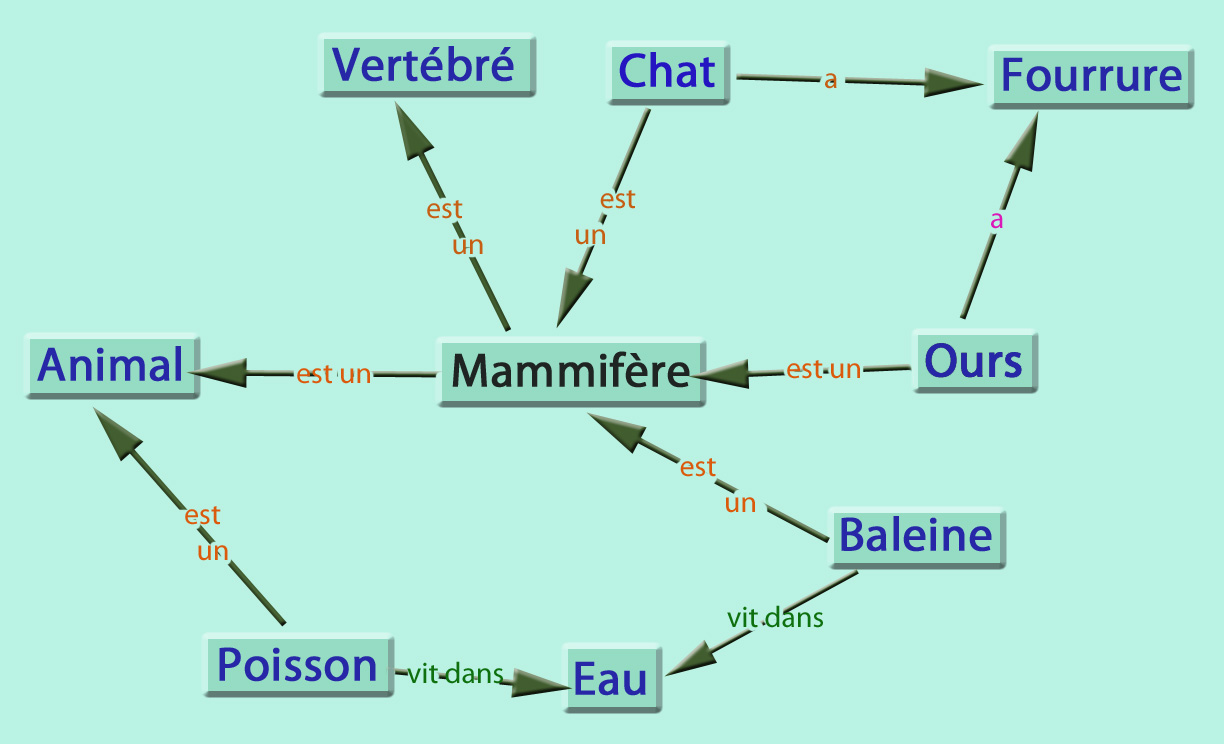
Exemple de réseau sémantique (incomplet).

La recherche sémantique a pour objectif d'améliorer la précision de recherche par la compréhension de l'objectif de recherche  et la signification contextuelle des termes tels qu'ils apparaissent dans l'espace de données recherché, que ce soit sur le Web ou dans un système fermé, afin de générer des résultats plus pertinents. L'auteur Seth Grimes liste les "11 approches qui lient la sémantique à la recherche", et
Hildebrand et al. donnent un aperçu qui liste les systèmes de recherche sémantique et identifie d'autres utilisations de la sémantique dans le processus de recherche.
Guha et al.
distinguent deux formes principales de recherche: la navigation et la recherche. Dans la recherche par navigation, l'utilisateur utilise le moteur de recherche comme outil de navigation pour trouver le document ciblé. La Recherche sémantique n'est pas applicable aux recherches par navigation. Dans la recherche sémantique, l'utilisateur fournit au moteur de recherche une phrase qui est destinée à désigner un objet sur lequel l'utilisateur tente de recueillir de l'information et de recherche. Il n'y a pas de document particulier que l'utilisateur connait à ce sujet. Au contraire, l'utilisateur tente de localiser un certain nombre de documents qui, ensemble, vont lui donner les informations qu'il essaie de trouver. La Recherche sémantique se prête bien ici.